# Klavierslot

De klavieren zijn de gele plaatjes. In werkelijkheid bevinden de onderkanten ervan zich in ruststand op verschillende hoogten, waardoor het sluitpatroon niet van sleutel is af te lezen. Bovendien behoort de onderrand van de klavieren concaaf te zijn, met de schacht van de sleutel als middelpunt, zodat de klavieren niet meer bewegen als de sleutel erlangs glijdt.

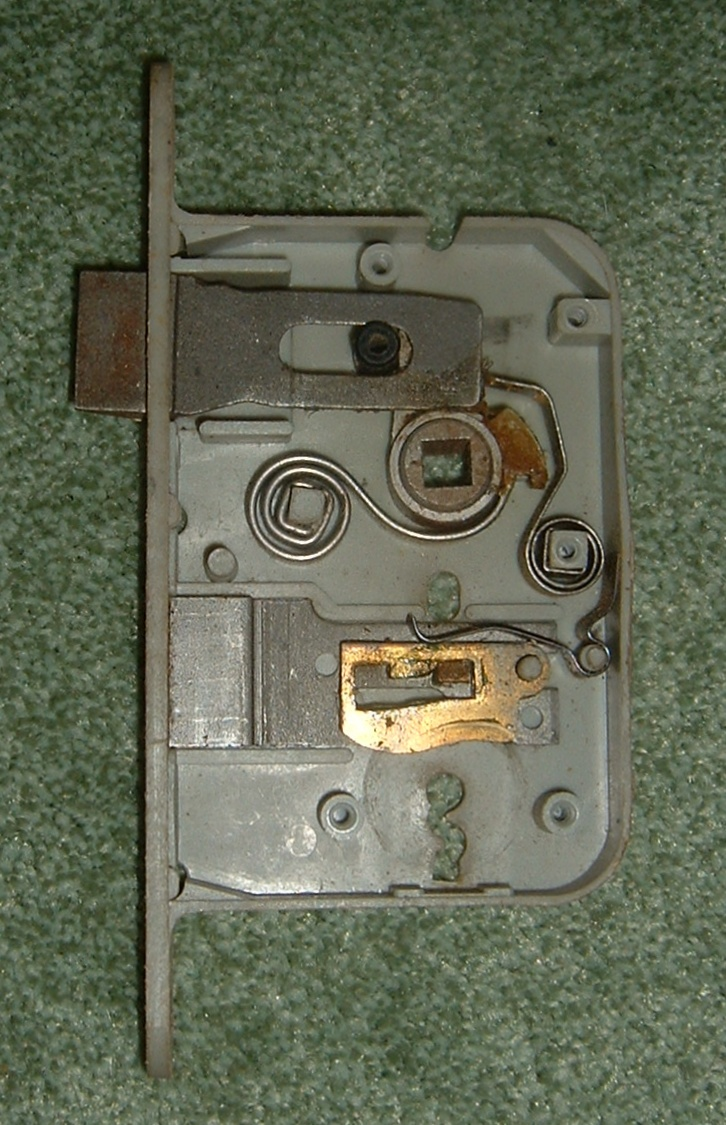
Klavierslot. Het eigenlijke slot bevindt zich in de onderste helft. Dit wordt vaak nachtslot genoemd. De bovenste helft wordt bediend door de deurkruk en heet dan ook wel dagslot of kamerdeurslot. Op de foto een slot dat beide in zich verenigt. Beide typen sloten komen ook apart voor.

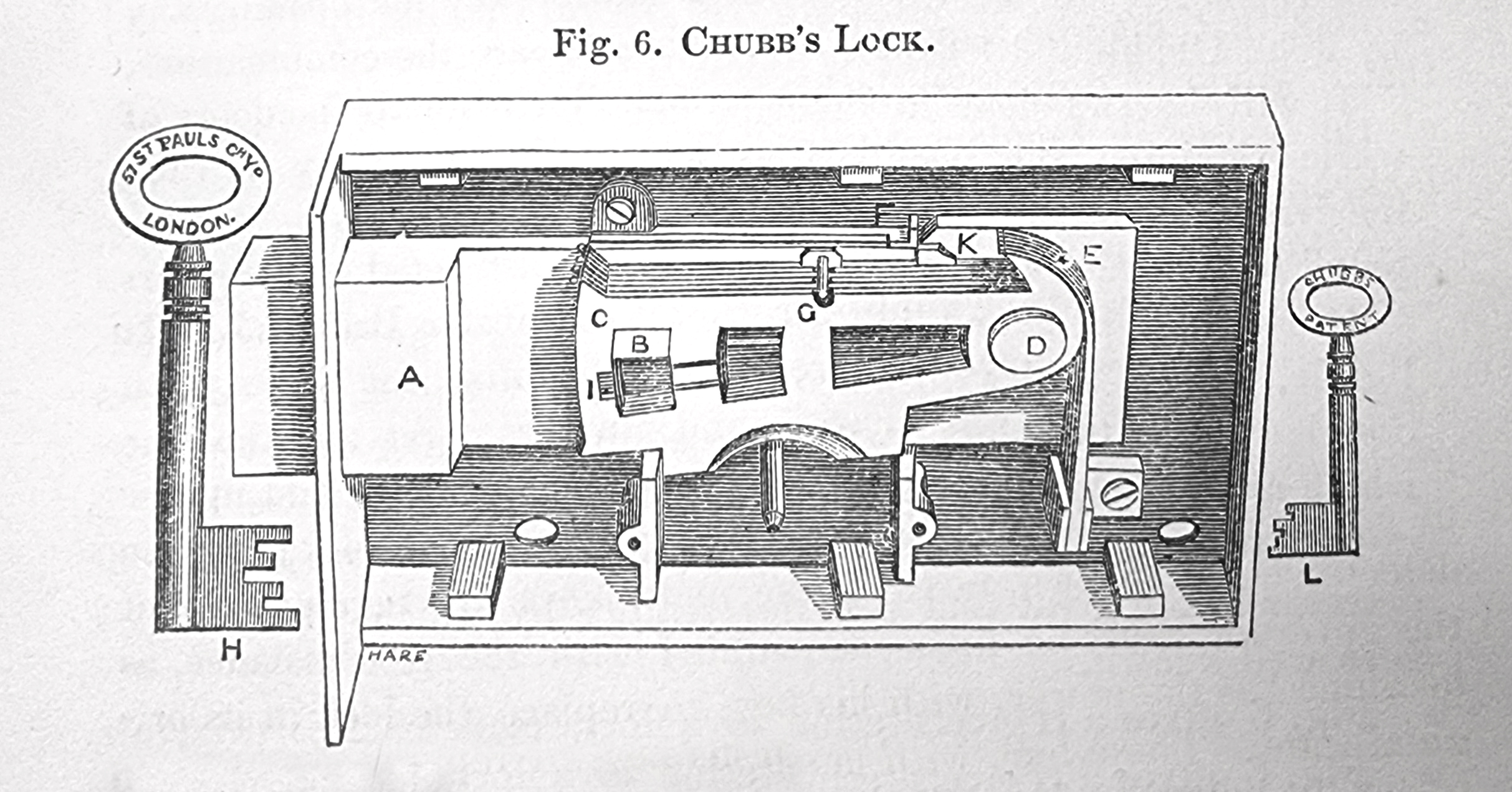
Een antiek klavierslot met zeven klavieren

Het klavierslot werd in 1778 door de Engelsman Robert Barron uitgevonden, veertig jaar later werd het slot door zijn landgenoot Jeremiah Chubb verbeterd. Het verving het tot dan toe gebruikte bontebaardslot. 

## Werking
Dit type slot wordt geopend en gesloten door middel van een bij het slot passende sleutel waarvan de baard met zijn verschillende uitsparingen de klavieren in de goede positie duwt en zo de grendel vrijgeeft.
De klavieren (meestal 3 of 4) zijn achter elkaar liggende metalen plaatjes, meestal messing, met een H-vormige uitsparing in het midden. De onderkanten ervan bevinden zich in ruststand op verschillende hoogten. Ze kunnen op en neer bewegen, meestal om een scharnierpunt. Door de uitsparing steekt een nok die met de schoot is verbonden. In de ruststand bevindt deze nok zich in een van de bovenhoeken van de H.
Wordt de sleutel in het slot omgedraaid, dan drukt de baard sommige klavieren wat verder en andere wat minder ver naar boven. Wordt de juiste sleutel gebruikt, dan staan de klavieren nu precies in de juiste stand, zodat de nok van de schoot door de horizontale balk van de H naar de andere kant kan bewegen.
Tegelijkertijd met het optillen van de klavieren valt een deel van de baard van de sleutel in een driehoekige uitsparing in de schoot (op de foto niet te zien doordat dit deel door de klavieren wordt afgedekt). Op het hoogste punt wordt de schoot door de sleutel open- of dichtgeschoven, mits alle klavieren in de juiste stand staan.

## Enkele bijzonderheden
Bij sloten die van beide kanten geopend moeten kunnen worden, dient het baardprofiel van de sleutel symmetrisch te zijn. De buitenste en binnenste trap van het baardprofiel verschuiven dan beurtelings de schoot.
Hoe groter het aantal klavieren, des te groter is ook de veiligheid. Zware typen hebben soms wel zeven van deze sperplaatjes.
De veiligheid kan verder vergroot worden met sloten waarvan het sleutelgat, en de zijkanten van de sleutelbaard een bepaalde vorm hebben.
Er zijn ook verder ontwikkelde, geavanceerde klaviersloten, die onder meer voor celdeuren en brandkasten worden gebruikt. 
Deze hoogwaardige en complexe sloten worden als zeer veilig beschouwd. 
Het is in een klavierslot niet goed mogelijk dat het slot met verschillende sleutels wordt geopend (bijvoorbeeld door de bewoner en door de conciërge). De H-vormige uitsparing zou dan twee horizontale gleuven moeten hebben, waardoor het klavier niet meer een geheel is. De oplossing om seriesluiting te kunnen toepassen bestaat uit een slot met twee sleutelgaten, voor elke sleutel een. Een dergelijk slot is veel groter en duurder en wordt dan ook niet vaak gezien. Met een cilinderslot is het probleem veel eenvoudiger op te lossen.
Noot: de klavieren van het slot op de foto hebben in plaats van H-vormige, U-vormige uitsparingen. Men kan ook zeggen dat de klavieren niet dubbel, maar enkel werken. Het gevolg hiervan is dat het slot eenvoudiger is te manipuleren. Wanneer de klavieren maximaal omhoog worden gedrukt, zal het slot geopend kunnen worden.
Het onderste slot is van het fabricaat Chubb en is voorzien van een zogenaamde 'detector'. Dit is een stift boven de klavieren die deze blokkeert als met een verkeerde sleutel of met slotenkrakersgereedschap geprobeerd wordt het slot te openen. De blokkering van de klavieren kan alleen worden opgeheven met de bij het slot behorende sleutel. Het is tevens voorzien van een roterende schijf welke de toegang tot het slot aan de straatzijde blokkeert als de nachtschoot binnenshuis is afgesloten.